# Walter Bright
Walter Bright (* 10. března 1959, Spojené státy americké) je počítačový programátor, známý návrhem programovacího jazyka D. Byl také hlavní vývojář prvního nativního C++ překladače Zortech C++ (později Symantec C++, nyní Digital Mars C++). Před C++ překladači vyvinul překladač Datalight C, komerčně úspěšný byl také Zorland C a později Zortech C.
Je také znám jako tvůrce Classic Empire, jedné z prvních strategických počítačových her, byla napsaná v letech 1971-1977 na PDP-10.
Bright graduoval na Caltechu v roce 1979 jako bakalář v mechanickém inženýrství.